# Christian Eberhard (Politiker, 1787)
Christian Wilhelm Eberhard (* 2. Februar 1787 in Dillenburg; † 2. November 1854 in Wiesbaden) war ein deutscher Gutsbesitzer und Politiker.

## Leben
Christian Eberhard war der Sohn des Justiz- und Konsistorialrats sowie nassau-oranischen Geheimrats Jacob Friedrich Eberhard (1722–1791) und dessen Frau Elisabeth Wilhelmine Henriette geborene Reinhard (1744–1816), der Tochter von Johann Jacob Reinhard. Seine Brüder waren die nassauischen Landtagsabgeordneten Friedrich Eberhard (1782–1835) und Jacob Heinrich Eberhard (1775–1838).
Er war Gutsbesitzer in Faulbach.
Eberhard war politisch aktiv und setzte sich 1846 für die völlige Emanzipation der Juden ein. Von 1846 bis 1848 war er Mitglied der Deputiertenkammer des Landtags des Herzogtums Nassau, gewählt aus der Gruppe der Grundbesitzer, Wahlkreis Weilburg. 1848 war er Mitglied des Vorparlaments.
Er heiratete Marie Louise Wolff, die Tochter eines Rentmeisters.